# 연료 염료

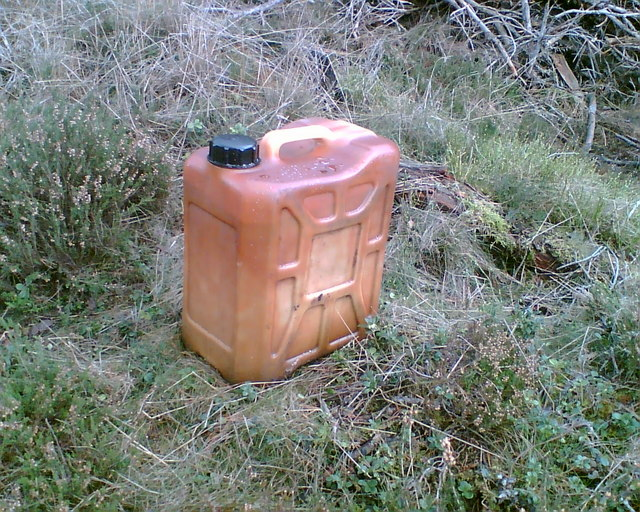

연료 염료(Fuel dyes)는 연료의 혼동 방지와 탈세 방지를 위해 첨가되는 염료이다.
연료 염료는 연료에 첨가되는 염료이다. 일부 국가에서는 세금이 높은 연료를 대상으로 하는 응용 분야에서 사용을 방지하기 위해 낮은 세금 연료를 염색하는 것이 법으로 요구되기 때문이다. 세금이 부과되지 않은 연료는 "염색"(dyed) 연료라고 하고 세금이 부과된 연료는 "투명"(clear) 또는 "백색"(white) 연료라고 한다.
항공 휘발유는 세금상의 이유(항공유는 일반적으로 항공 인프라를 지원하기 위해 과세됨)와 안전(비행기에 잘못된 종류의 연료를 공급한 결과로 인해)으로 인해 염색된다.